# Іван Несберг
Іван Тарек Ф'єльстад Несберг (норв. Ivan Tarek Fjellstad Näsberg, нар. 22 квітня 1996, Осло, Норвегія) — норвезький футболіст, центральний захисник данського «Віборга».

## Клубна кар'єра
Іван Несберг народився в Осло і футболом почав займатися у школі столичного клубу «Волеренга». Дебют футболіста у першій команді відбувся у липні 2013 року.
2016 рік Несберг провів в оренді у шведському клубі «Варбергс БоІС», який виступав у турнірі Супереттан. Після чого знову повернувся до «Волеренги», у складі якої провів понад сто матчів. Також брав участь у матчах кваліфікації Ліги конференцій восени 2021 року.

## Збірна
З 2013 року Іван Несберг виступав за юнацькі збірні Норвегії. Провів чотири поєдинки у складі молодіжної збірної Норвегії.